# Stara Mîkolaiivka, Dubno
Stara Mîkolaiivka (în ucraineană Стара Миколаївка) este un sat în comuna Șepetîn din raionul Dubno, regiunea Rivne, Ucraina.

## Demografie
Componența lingvistică a localității Stara Mîkolaiivka
     Ucraineană (99,22%)
     Alte limbi (0,78%)
Conform recensământului din 2001, majoritatea populației localității Stara Mîkolaiivka era vorbitoare de ucraineană (99,22%), existând în minoritate și vorbitori de alte limbi.